# Georges Cloué
Georges Charles Cloué, né à Paris le 20 août 1817 et mort à Paris le 25 décembre 1889, est un officier de marine, administrateur colonial et homme politique français du XIXe siècle.
Il participe à l'intervention française au Mexique à l'issue de laquelle il gagne ses étoiles de vice-amiral, puis devient gouverneur de la Martinique du 30 août 1871 à 1874. Il est ministre de la Marine et des Colonies du 23 septembre 1880 au 13 novembre 1881 dans le Gouvernement Jules Ferry (1).

## Biographie
Georges Cloué est le second fils de Jacques Cloué, menuisier-ébéniste et de Rose Cousty. À 15 ans, il réussit le concours d'entrée à l'École navale. Il est nommé aspirant de deuxième classe et embarque immédiatement sur la corvette La Dordogne, pour la mer des Antilles.
En 1838, à bord de L'Oreste il participe à l'attaque du fort de Saint-Jean-d'Ulloa.
Il part pour Terre-Neuve en 1849 à bord de La Fauvette qu'il commande. Il reste quatre années dans cette île qu'il cartographie. Il est de retour à Lorient début 1854. Le commandement du Brandon lui est confié et il participe à la campagne de la Baltique (Bataille de Bomarsund). Il repart pour Terre-Neuve où il reste alors cinq années. Après son retour en France il lui est confié le commandement du Magellan avec lequel il part pour le Mexique où il participe à la chute de la ville de Campeche en janvier 1864. C'est au cours de cette mission qu'il est nommé contre-amiral.
En 1872, Adolphe Thiers le nomme gouverneur de la Martinique, poste qu'il occupe durant deux ans. Il est alors nommé préfet maritime à Cherbourg, puis directeur général du Dépôt des cartes et plans. En 1879, il est vice-président du Conseil d'amirauté et, en 1880, ministre de la marine et des colonies. Il est membre du premier gouvernement Jules Ferry et succède à l'amiral Jean Bernard Jauréguiberry. Il assure cette fonction jusqu'au 14 novembre 1881.
Il meurt à son domicile, 47 rue de Verneuil dans le 7e arrondissement de Paris le 25 décembre 1889.

## Carrière
- Formé à l'École de Brest ;
- Aspirant le 6 octobre 1833 ;
- Enseigne de vaisseau le 6 mars 1839 ;
- Lieutenant de vaisseau le 8 septembre 1846 ;
- Capitaine de frégate le 1er décembre 1855 ;
- Capitaine de vaisseau le 16 août 1862 ;

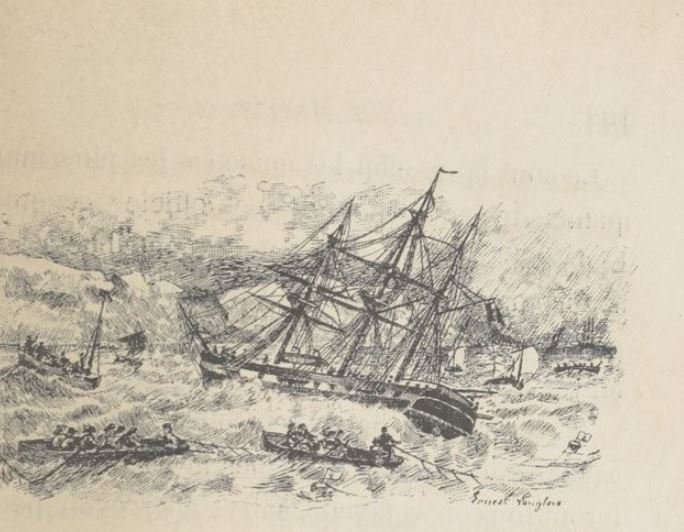
Le Milan à Terre-Neuve commandé par l'amiral Georges-Charles Cloué

- Contre-amiral le 9 mars 1867 ;
- Vice-amiral le 17 décembre 1874[4].Le Milan à Terre-Neuve commandé par l'amiral Georges-Charles Cloué

## Distinctions
- Grand-croix de la Légion d'honneur : chevalier de la Légion d’honneur le 9 février 1846, puis officier le 31 décembre 1860, puis commandeur le 14 mars 1864, puis Grand-officier le 13 juillet 1872 et enfin Grand-croix le 6 juillet 1881 ;
- Officier de l'Instruction publique en 1876 ;
- Titulaire des médailles commémoratives des expéditions de Crimée et du Mexique ;
- Décoré de la 2e classe de l’Ordre de la Couronne de fer (Autriche-Hongrie)[4].

## Hommages
- La rue de l'Amiral-Cloué, dans le 16e arrondissement de Paris, porte son nom.

## Publications
- Pilote de Terre-Neuve, 1re édition, Paris, 1869, impr. de A. Lainé, 2e, Paris, 1882, Impr. nationale, 2 vol.
- Le Filage de l'huile, son action sur les brisants de la mer, aperçu historique, expériences, mode d'emploi, 3e, Paris, 1887, Gauthier-Villars, 105 p.
- Notice sur les travaux scientifiques de M. le vice-amiral Cloué , Paris, 1878, impr. de A. Chaix, 20 p.